# سيوي (كومونا)
سيوي، (بالإنجليزية: Seui)‏، (سردينيا: seˈui) هي بلدية في مقاطعة جنوب سردينيا، في منطقة سردينيا الإيطالية، وتقع على بعد حوالي 70 كم (43 ميل) شمال كاجلياري، وحوالي 30 كم (19 ميل) جنوب غرب تورتولي. اعتبارا من 31 ديسمبر 2004، كان عدد سكانها 1525 مساحة 148.3 كيلومتر مربع (57.3 ميل مربع). 

## السكان
في سنة 1861 بلغ عدد السكان 1٬965 نسمة، وتطور العدد ليصل في سنة 2011 لـ 1٬361 نسمة.
يظهر هذا المخطط البياني تطور النمو السكاني لـ سيوي (كومونا)